# Arrows A1
Pour les articles homonymes, voir A1.
Chronologie des modèles (1978)
Arrows FA1 Arrows A1B
L'Arrows A1 est une monoplace de Formule 1 engagée par Arrows et ayant couru cinq Grands Prix lors du Championnat du monde de Formule 1 1978. Ses pilotes sont Riccardo Patrese et Rolf Stommelen.

## Historique
L'écurie Arrows est créée en 1978 à la suite d'un schisme au sein de l'écurie Shadow de Don Nichols. Jackie Oliver (pilote historique  de Nichols depuis l'époque de la CanAm), Tony Southgate et Alan Rees (ex-team manager de Shadow) quittent Nicholls pour créer Arrows. Ils sont rejoints par l'ingénieur Dave Wass et par le financier italien Franco Ambrosio. Nichols est profondément perturbé par cette cabale et son ressentiment est encore plus fort lorsqu'il s'avère que la première Arrows, modèle FA1, est en fait une copie de sa Shadow DN9. Il intente alors un procès à Tony Southgate, accusé d'être parti avec le projet Shadow.
L'Arrows FA1 débute aux mains de Riccardo Patrese (ex- Shadow) et Rolf Stommelen (ex-Brabham). En Autriche, après dix courses, la FA1 doit évoluer en A1 à la suite de la perte du procès face à Shadow. Toutes les pièces de la FA1 doivent être cédées à Don Nicholls. 
Les performances de la nouvelle A1 sont en retrait par rapport à la FA1 et les pilotes doivent surconduire pour réaliser des résultats. Patrese s'accroche alors avec Didier Pironi au Grand Prix des Pays-Bas et s'attire l'animosité de ses confrères, animosité attisée par Peterson qui n'avait pas apprécié la hargne de l'Italien en Suède. Avant même le début des essais du Grand Prix d'Italie, Patrese est considéré comme un « mouton noir ». Lors de la course, qui tourne en tragédie, il est accusé par James Hunt de l'avoir poussé contre Ronnie Peterson et d'avoir ainsi provoqué l'accrochage qui entraînera le décès du Suédois. Patrese, bouc émissaire idéal, est suspendu au Grand Prix des États-Unis Est. Il a sa revanche lors de la dernière épreuve, au Canada, lorsqu'il termine quatrième.
La saison inaugurale d'Arrows, pour chaotique qu'elle fut, se solde donc par 11 points inscrits, un podium, 37 tours en tête et la neuvième place en championnat du monde, palmarès dû en totalité à Patrese.

## Résultats en championnat du monde de Formule 1

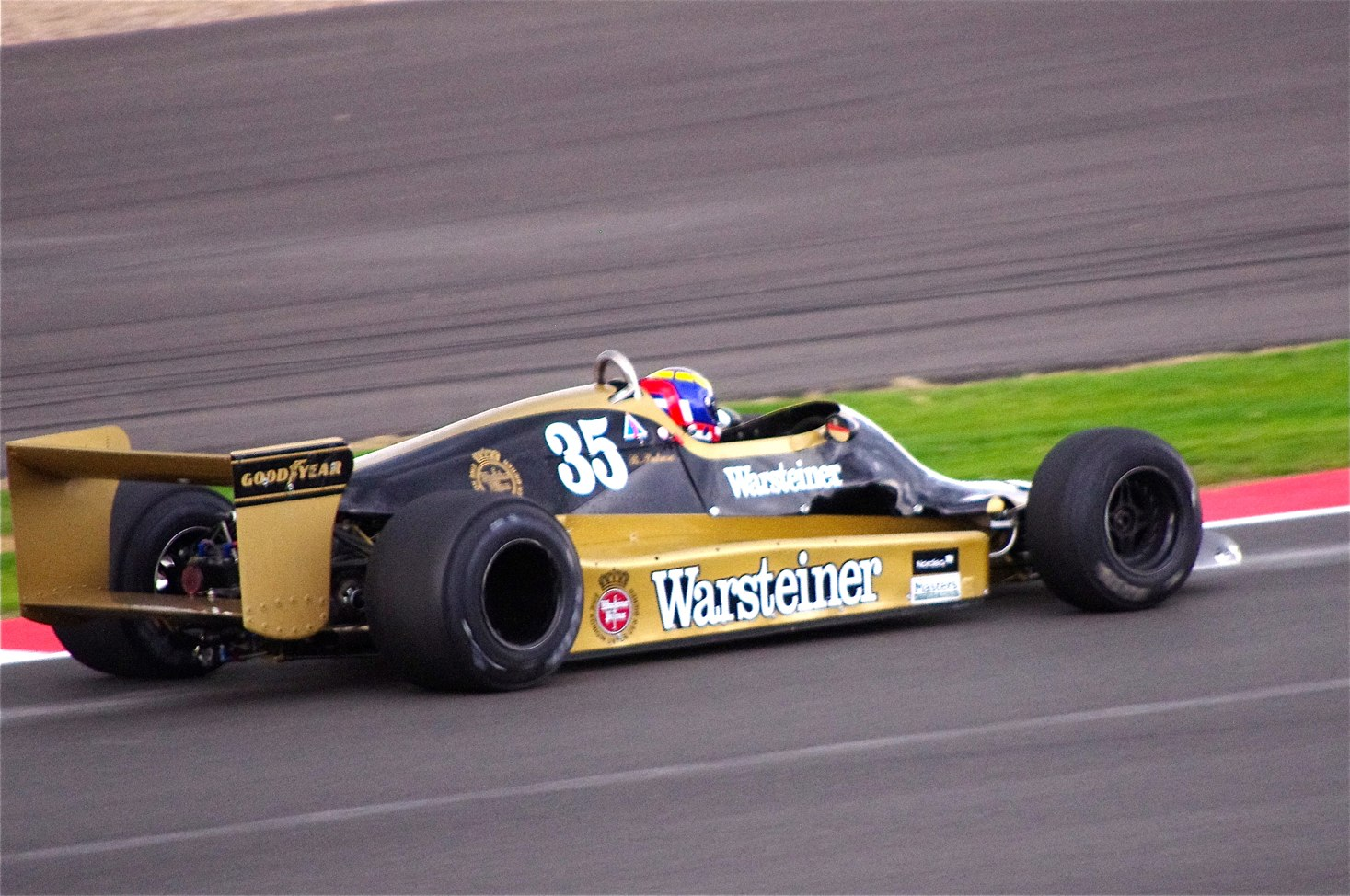
L'Arrows A1 en démonstration à Silverstone.

| Saison | Écurie             | Moteur               | Pneus    | Pilotes          | Courses | Courses | Courses | Courses | Courses | Courses | Courses | Courses | Courses | Courses | Courses | Courses | Courses | Courses | Courses | Courses | Points inscrits | Classement |
| Saison | Écurie             | Moteur               | Pneus    | Pilotes          | 1       | 2       | 3       | 4       | 5       | 6       | 7       | 8       | 9       | 10      | 11      | 12      | 13      | 14      | 15      | 16      | Points inscrits | Classement |
| ------ | ------------------ | -------------------- | -------- | ---------------- | ------- | ------- | ------- | ------- | ------- | ------- | ------- | ------- | ------- | ------- | ------- | ------- | ------- | ------- | ------- | ------- | --------------- | ---------- |
| 1978   | Arrows Racing Team | Ford-Cosworth DFV V8 | Goodyear |                  | ARG     | BRÉ     | AFS     | USO     | MON     | BEL     | ESP     | SUÈ     | FRA     | GBR     | ALL     | AUT     | P-B     | ITA     | USE     | CAN     | 11*             | 10e        |
| 1978   | Arrows Racing Team | Ford-Cosworth DFV V8 | Goodyear | Riccardo Patrese |         |         |         |         |         |         |         |         |         |         |         | Abd     | Abd     | Abd     | Forf    | 4e      | 11*             | 10e        |
| 1978   | Arrows Racing Team | Ford-Cosworth DFV V8 | Goodyear | Rolf Stommelen   |         |         |         |         |         |         |         |         |         |         |         | Npq     | Npq     | Npq     | 16e     | Nq      | 11*             | 10e        |

Légende : ici 

* 8 points marqués avec l'Arrows FA1.